# The Payback
The Payback è un album discografico di James Brown pubblicato nel dicembre 1973.

## Il disco
Originariamente l'album era stato composto per essere la colonna sonora del film blaxploitation Tommy Gibbs criminale per giustizia, ma venne rifiutato dai produttori della pellicola in quanto giudicato "la solita roba alla James Brown" (una storia ampiamente riportata, anche da Brown stesso, che afferma come il regista Larry Cohen avesse rifiutato la musica perché "non abbastanza funky", è stata smentita da Cohen). Ciononostante, l'album raggiunse la vetta della classifica Soul negli Stati Uniti ed entrò nella Top 40 della classifica Pop Albums. Si tratta dell'unico album di James Brown ad essere stato certificato disco d'oro.
The Payback viene considerato uno dei momenti più alti nella vasta discografia di James Brown dalla critica e la stampa. Piero Scaruffi lo considera uno dei capolavori del genere funk.

## Tracce
- Tutte le tracce sono state scritte e musicate da James Brown, Fred Wesley e Charles Bobbit; tranne dove diversamente indicato.

1. The Payback (Brown, Wesley, John "Jabo" Starks) – 7:39
2. Doing the Best I Can – 7:39
3. Take Some... Leave Some – 8:20
4. Shoot Your Shot (Brown) – 8:19
5. Forever Suffering – 5:39
6. Time Is Running Out Fast – 12:58
7. Stone to the Bone (Brown) – 10:14
8. Mind Power – 12:04

## Formazione
- James Brown - voce solista, pianoforte elettrico
- St. Clair Pinckney - sax tenore, flauto
- Maceo Parker - sax contralto, flauto
- Darryl "Hasaan" Jamison - tromba
- Jerone "Jasaan" Sanford - tromba
- Isiah "Ike" Oakley - tromba
- Fred Wesley - trombone
- Hearlon "Cheese" Martin - chitarra
- Jimmy Nolen - chitarra
- Fred Thomas	- basso
- John Starks - batteria
- John Morgan - percussioni